# (199574) Webbert
(199574) Webbert est un astéroïde de la ceinture principale.

## Description
(199574) Webbert est un astéroïde de la ceinture principale. Il fut découvert le 2 mars 2006 à Kitt Peak par Marc William Buie. Il présente une orbite caractérisée par un demi-grand axe de 2,53 UA, une excentricité de 0,05 et une inclinaison de 0,1° par rapport à l'écliptique.